# Kipapa
Kipapa ist ein Verwaltungsbezirk (Ward) des Distrikts Mbinga in der tansanischen Region Ruvuma.

## Geografie
Kipapa liegt im Südwesten von Tansania etwa 30 Kilometer Luftlinie westlich der Distrikthauptstadt Mbinga und 10 Kilometer vom Malawisee entfernt. Das gebirgige Gebiet liegt in über 1000 Meter Seehöhe mit Bergen bis 1700 Metern.
Der Bezirk grenzt im Nordosten an Langiro, im Südosten an Maguu, im Süden an Liuli und im Westen an Kihagara, beide im Distrikt Nyasa. Bei der Volkszählung 2022 lebten 7363 Menschen in 1840 Haushalten auf einer Fläche von 30 Quadratkilometern.

## Gliederung
Der Bezirk besteht aus vier Gemeinden (Mtaa) mit 25 Orten (Kitongoji):
| Kipapa - Lugari - Kiteyele - Mkuhi A - Malunga - Kihingo - Kilindi - Ikiyosi - Kwela - Mkuyu - Wanga Mheza - Kilango | Mhilo - Nangakanisani - Mkuhi - Mwili - Lughali - Wanga | Matuta - Mitonga - Ukinga - Matuta Asili - Uombozi - Msufini | Kitumbi - Malawi - Kitumbi - Kihuka - Mzuzu |

## Infrastruktur
- Gesundheit: In den zwei Gemeinden Kipapa und Matuta liegt je eine staatliche Apotheke.[8][9]